# 49e brigade mixte
La 49e brigade mixte (49.ª Brigada Mixta en espagnol) est une unité républicaine espagnole de la guerre d'Espagne.

## Historique
La 49e brigade mixte est créée en février 1937 au cours de la bataille de Guadalajara, par la réunion de différents bataillons. Ceux-ci étaient les bataillons «Pablo Iglesias», «Triunfo», «Guadalajara n ° 1» et «Guadalajara n ° 2». Le commandement de l'unité est confié au lieutenant colonel Ángel de la Macorra Carratalá, ancien commandant à la retraite rappelé pour la défense de la République. Elle est intégrée à la 12e division républicaine (es), faisant partie du IVe corps d'armée républicain (es).
Le 9 mars 1937, la brigade est envoyée à Guadalajara depuis Madrid, pour combattre le corps expéditionnaire italien. Elle est ensuite sur la plupart des fronts, depuis l'Extremadura à partir du 14 mai, puis à Huesca et finalement lors de la bataille de Brunete. Ainsi, le 8 juillet, elle est intégrée à l'avant garde républicaine, avant de recevoir l'ordre de progresser sur la route allant de Majadahonda à Boadilla del Monte pour contourner Romanillos (es). Le 12 juillet, l'unité sécurise le flanc droit de l'armée, puis rejoint deux jours plus tard la division de Gustavo Durán. Dans la nuit du 24 au 25 juillet, elle remplace la Xe Brigade mixte pour la défense de la rivière Perales (es). Elle est par la suite intégrée au Ve corps d'armée républicain (es) puis à la fin de la bataille à la 47e division républicaine (es) (XVIIIe corps d'armée républicain (es)). Elle participe à de nouvelles batailles, comme à celle de Teruel, et combat à Alfambra du 7 au 10 janvier 1938. Elle y subit de lourdes pertes : en seulement un jour (le 7 janvier), on compte 213 dans l'unité.
Le 3 avril, elle abandonne sa position sur le front d'Aragon, face au général franquiste Antonio Aranda Mata. Elle est à l'origine d'un point de rupture dans la défense républicaine. De nouveau le 30 mai, elle est vaincue dans le secteur d'Ares del Maestrat. Au début du mois de juin, elle défend Castelló de la Plana. Le 15 juin, elle est retirée du front pour être partiellement réorganisée, mais combat de nouveau lors de l'offensive du Levant. Néanmoins, le 12 février 1939, alors qu'elle est transférée par train vers le Levante, elle subit un bombardement aérien en Gare de Xàtiva. Ravagée, l'unité perd près de 100 hommes, et elle est dissoute face à l'ampleur du désastre.

## Commandement

### Les commandants
- Ángel de la Macorra Carratalá
- Arturo Zanoni
- Fulgencio González Gómez
- Emeterio Rodríguez Sanabria
- Fernando Gil Ferragut

### Les commissaires politiques
- Francisco Antón (es) (PCE)
- Socrates Gómez Palazón (JSU)

## Source
- (es) Cet article est partiellement ou en totalité issu de l’article de Wikipédia en espagnol intitulé « 49.ª Brigada Mixta (Ejército Popular de la República) » (voir la liste des auteurs).